# Aleocharini
Aleocharini — це таксономічна одиниця в системі класифікації комах родини Staphylinidae, яка включає в себе багато видів короткокрилих жуків. Триба містить 29 родів і 682 види.

## Опис
Триба Aleocharini складається з маленьких, короткокрилих жуків, які в основному є хижаками. Вони відомі своєю видатною різноманітністю та адаптивною поведінкою, що дозволяє їм займати різноманітні екологічні ніші. Багато представників цієї триби відіграють важливу роль в екосистемах, допомагаючи розкладати органічні рештки та контролювати популяції шкідливих комах.

## Характеристики
Розмір: більшість видів в трибі Aleocharini мають дрібні розміри, зазвичай менше 5 мм завдовжки.
Колір: забарвлення жуків може бути різним і зазвичай досить прихованим, адаптованим до природного середовища.
Антенни: вони мають короткі антенни, зазвичай складаються з 11 сегментів.
Харчування: Aleocharini є хижаками та харчуються різними дрібними безхребетними, такими як комахи та їх личинки.

## Розповсюдження
Представники триби Aleocharini поширені практично по всьому світу, і вони населяють різні екосистеми, включаючи ліси, ґрунти, гнилість, ґрунтові ліси та інші природні середовища. Вони можуть бути знайдені як на малих, так і на великих висотах.

## Значення
Триба Aleocharini має важливе значення в екосистемах через свою роль у розкладанні органічних матеріалів та регулюванні популяцій шкідливих комах. Жуки цієї триби також служать об'єктом досліджень в області екології, еволюції та таксономії. Триба Aleocharini є цікавою і різноманітною таксономічною одиницею серед короткокрилих жуків родини Staphylinidae. 

## Некатегоризовані роди
Наступні роди наразі не віднесені до жодної з 3 підтриб Aleocharini:
- Axiologarthra Pace, 2013
- Borneochara Pace, 2014
- Compsoglossa Bernhauer, 1915
- Eloschara Pace, 2012
- Eydelusa Pace, 1997
- Myrmecosticta Maruyama, 2011
- Oxybessoglossa Pace, 1993